# Paulo Cruz Pimentel
Paulo Cruz Pimentel (Avaré, 7 de agosto de 1928) é um advogado e político brasileiro. Foi governador do Paraná de 1966 a 1971 e deputado federal por dois mandatos. É um empresário na área de comunicações e foi fundador e presidente do Grupo Paulo Pimentel (GPP), composto por jornais, rádios e emissoras de televisão.

## Formação acadêmica e vida pessoal
Neto do Coronel João Cruz, é filho de Maria Isabel Cruz Pimentel e do dentista Públio Pimentel. Paulo Cruz Pimentel nasceu em Avaré, interior do estado de São Paulo e durante a sua infância e juventude estudou em Avaré e depois em Botucatu. Seu primeiro emprego foi ainda em Avaré, como locutor de rádio.
Em 1948 começou a cursar direito na Faculdade de Direito da Universidade de São Paulo, concluindo em 1952.
Após concluir a graduação, passou a atuar como consultor jurídico. Pouco tempo depois começou a trabalhar na Votorantim S.A., onde ficou por seis anos e foi ali que se aproximou de Ermírio de Moraes, o dono da empresa. Posteriormente tornou-se diretor financeiro, na empresa Ricardo Lunardelli. A empresa pertencia à família de sua noiva, Yvone Lunardelli, com quem se casaria mais tarde e juntos tiveram quatro filhos. A família Lunardelli era grande proprietária de terras e de usinas no norte do Paraná.
Em 1955, transferiu-se para o Paraná, sendo nomeado diretor da Usina Central do Paraná, usina de açúcar, também da família Lunardelli, em Porecatu.
É irmão de Fernando Cruz Pimentel, que foi prefeito de Avaré e irmão de Hélio Cruz Pimentel, que foi vereador e vice-prefeito de Avaré.
É avô de Eduardo Pimentel Slaviero (PSD), que foi vice-prefeito de Curitiba entre 2017 e 2025 e prefeito de Curitiba desde 2025, e de Daniel Pimentel Slaviero, empresário, e que foi presidente da Associação Brasileira de Emissoras de Rádio e Televisão (Abert) e que atualmente é presidente da Copel.

## Carreira política
Nas eleições de 1960 para governador, Pimentel e seu sogro, João Lunardelli, apoiaram a candidatura de Ney Braga do Partido Democrata Cristão (PDC). No governo de Ney Braga, Pimentel foi nomeado secretário da Agricultura do Paraná, em janeiro de 1961. Foi também presidente da junta administrativa da Associação de Crédito e Assistência Rural do Paraná e do conselho de administração da Companhia Agropecuária de Fomento Econômico do Paraná-Café do Paraná.
Durante o período que esteve a frente da pasta da Agricultura, obteve melhoria do plantel bovino paranaense e aprimorou a política de planejamento para a agroindústria. Em 1965 deixou a secretaria da Agricultura.
Nas eleições de outubro de 1990, concorreu a uma cadeira no Senado, mas foi derrotado por José Eduardo de Andrade Vieira do PTB.
Em 2002 filiou-se ao PMDB e nas eleições de outubro disputou uma cadeira no Senado. Sem êxito, Pimentel ficou em terceiro lugar, com 11,8% dos votos válidos, perdendo a eleição para seus adversários: Osmar Dias, do Partido Democrático Trabalhista (PDT), e Flávio Arns, do Partido dos Trabalhadores (PT).
Em maio de 2005, retornou a dedicar-se exclusivamente aos seus empreendimentos, reassumindo como diretor-presidente do Grupo Paulo Pimentel.

### Governador do Paraná
Em 1965 lançou-se candidato ao governo do estado pelo Partido Trabalhista Nacional (PTN), com apoio da União Democrática Nacional (UDN) e do PDC, além de conquistar a ala ruralista. Foi eleito em outubro de 1965, tendo como vice-governador Plínio Franco Ferreira da Costa. Com a implantação do bipartidarismo, Pimentel optou pela Aliança Renovadora Nacional (Arena).
Tomou posse como governador em 31 de janeiro de 1966, aos 37 anos de idade. Na administração estadual continuou com  programas de expansão econômica e estendeu para o interior o serviço de luz e energia. Viabilizou obras em diversas usinas elétricas, entre elas, Capivari-Cachoeira, Júlio Mesquita e Salto Grande do Iguaçu.
Promoveu financiamentos de empresas da indústria e outras companhias. Ampliou a rede do Banco do Estado do Paraná com a compra de várias instituições financeiras, aumentando sua capacidade de captação e ampliação de dinheiro. A saúde pública foi um dos setores que teve uma boa atenção. Fez assentamentos rurais em termos pacíficos. Estimulou o desfavelamento e bons projetos de assistência social, obras públicas, agricultura, rodovias novas e pavimentação de muitas outras. Implantou também a Telepar.
Pimentel foi sucedido por Haroldo Leon Peres em 15 de março de 1971.

### Câmara dos deputados
Nas eleições realizadas em 15 de novembro de 1978, Pimentel foi eleito deputado federal. Concorrendo pela Arena, foi o deputado federal mais votado do Paraná, com 128 267 votos. Assumiu o mandato em fevereiro de 1979 e com a extinção do bipartidarismo em 29 de novembro desse ano, participou da fundação do Partido Democrático Social (PDS).
Pimentel participou como titular da Comissão de Constituição e Justiça, e foi membro da Comissão de Comunicação. Foi ainda suplente da Subcomissão da Questão Urbana e Transporte.
Em 1981, deixou o PDS e ingressou no PTB para lançar-se candidato nas próximas eleições. Em agosto de 1982 Pimentel retorna ao PDS e desiste da candidatura ao governo do estado.
Em 1986 filiou-se ao Partido da Frente Liberal (PFL) pouco antes das eleições e elegeu-se deputado federal constituinte, retornando a Câmara, tendo participado da Assembleia Nacional Constituinte, de 1987. Tomou posse em 1º de fevereiro de 1987. Foi membro titular da Comissão de Sistematização, concentrando-se na elaboração de propostas sobre os dispositivos que regulamentavam o funcionamento do Poder Judiciário. Foi também titular da Comissão da Ordem Econômica.
Em janeiro de 1991 deixou a Câmara dos Deputados.

### Candidato à Prefeitura de Curitiba
Paulo Pimentel foi candidato a prefeito de Curitiba nas eleições municipais de novembro de 1985. Teve como candidato a vice o ex-prefeito Ivo Arzua Pereira (PDS) e juntos obtiveram a terceira colocação. O vencedor desse pleito foi Roberto Requião (PMDB).

### Presidência da Copel
Roberto Requião ao tomar posse no governo do estado em 1º de janeiro de 2003, nomeou Pimentel para a presidência da Companhia Paranaense de Energia (Copel). Pimentel assumiu o cargo em 7 de janeiro de 2003, substituindo Ingo Henrique Hübert.
Durante a sua gestão renegociou as dividas da empresa, que teve sua lucratividade ampliada de 171,1 milhões de reais em 2003 para 297,7 milhões de reais em 2004. Esse desempenho lhe valeu o prêmio de Honra ao Mérito de Administração de 2003, oferecido pelo Conselho Federal de Administração.
Pimentel deixou o comando da companhia em 1º de fevereiro de 2005, sendo substituído por Rubens Ghilardi.

## Grupo Paulo Pimentel
Desde o início da década de 1960 Pimentel era proprietário dos jornais O Estado do Paraná, de Curitiba, e Tribuna do Paraná. Adquiriu a Rádio Iguaçu, antiga Rádio Guairacá, também de Curitiba, que seria totalmente modernizada em 1972. Foi proprietário da TV Iguaçu, de Curitiba, e da TV Tibagi, de Apucarana. Adquiriu ainda a TV Coroados, de Londrina. Em meados da década de 1970, fundaria ainda o jornal Panorama, também de Londrina. Chegou a ser proprietário da maior rede de comunicação do Paraná e do Sul do Brasil.
Em 1976, Pimentel vendeu o jornal Panorama para Adolfo de Oliveira Franco e Max Rosemann.
Em novembro de 2007, vendeu por cerca de 70 milhões de reais as redes de TV integrantes de seu grupo de comunicações para o apresentador de televisão e também empresário Carlos Roberto Massa, conhecido como Ratinho. Transferiu assim as emissoras TV Iguaçu, TV Tibagi, TV Naipi e TV Cidade para a Rede Massa, do Grupo Massa.
No dia 9 de dezembro de 2011, Pimentel vendeu para o Grupo Paranaense de Comunicação (GRPCom), os jornais Tribuna do Paraná e O Estado do Paraná. O negócio compreendeu a operação dos veículos, além do maquinário de impressão e o mobiliário das empresas. Com a venda da empresa, Pimentel acredita que está fechando um ciclo de sua vida. "Durante mais de 50 anos, me dediquei à administração do jornal e agora estou encerrando essa fase, na imprensa e na política. Agora pretendo 'desaquecer a cuca' e me dedicar a outras atividades, como locação de imóveis e aplicações financeiras. Não posso negar que me entristece, mas eu tinha que buscar uma solução, prevenindo as dificuldades que poderiam ocorrer ainda".